# Kanzu

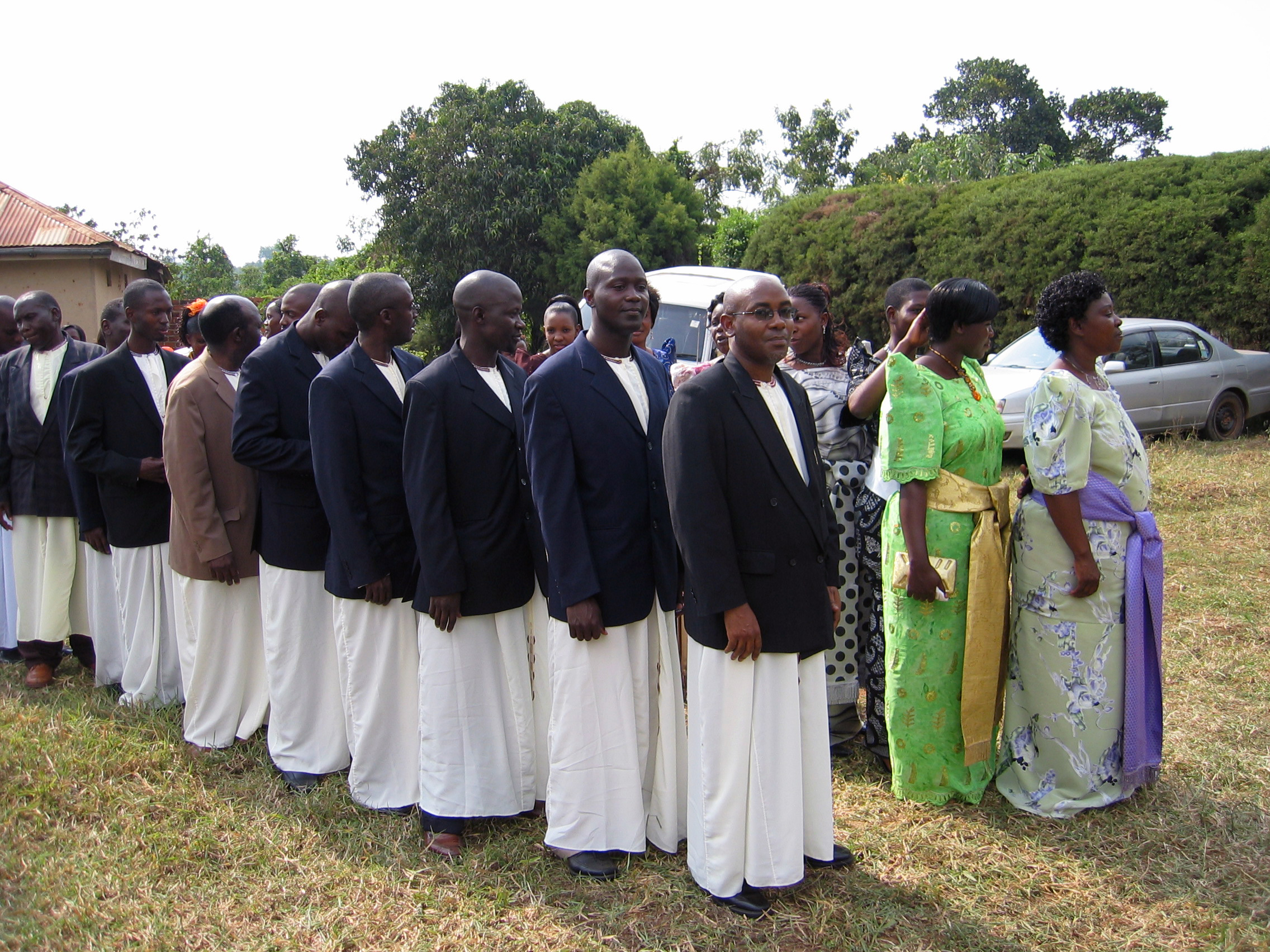
Hombres vestidos con kanzu en un casamiento en Kampala, Uganda.

Un kanzu es una túnica de color blanco o crema que utilizan los hombres en los países del África Oriental. El kanzu, que llega hasta el tobillo o hasta el suelo, es el traje nacional de Uganda, Tanzania, y Comoros, pero también, es utilizado en ciertas regiones de Kenia. Kanzu es una palabra en suajili que significa túnica, o kaftan.

## Kanzu de Uganda
El kanzu de Uganda fue introducido en dicho país por los comerciantes árabes.  Ssekabaka Ssuna de Buganda, fue el primer rey o Kabaka de Buganda que vistió un kanzu. Luego que el Kabaka adoptó este atuendo, se convirtió en la  vestimenta formal de todos los hombres de Buganda. El kanzu se diseminó de la tribu Buganda hasta convertirse en el traje nacional de todos los hombres de Uganda. Es una variedad del thobe árabe.  Originalmente, esta indumentaria estaba fabricada con tela de corteza. Actualmente se fabrica con seda, algodón, popelina, o lino.  Las túnicas de lino son las más caras. La principal diferencia entre el kanzu y el thobe árabe es su diseño; mientras que las túnicas árabes están cosidas a máquina, el kanzu está cosido a mano.